# Schizosaccharomyces pombe
Schizosaccharomyces pombe, também chamada "levedura de fissão", é uma espécie de levedura. É usada como organismo modelo em biologia molecular e celular. Trata-se de um eucariota unicelular, cujas células têm forma de bastão, medindo tipicamente entre 3 e 4 micrómetros de diâmetro e 7 a 14 micrómetros de comprimento. Estima-se que o seu genoma, com cerca de 14,1 milhões de pares de bases, contenha 4970 genes codificadores de proteínas e pelo menos 450 ARNs não-codificantes.
As células mantêm a sua forma crescendo exclusivamente a partir das extremidades e dividindo-se por fissão para produzirem duas células-filhas de tamanhos iguais, o que as torna uma ferramenta poderosa no estudo do ciclo celular.
Foi isolada pela primeira vez em 1893 por Paul Lindner a partir da cerveja de milhete da África Oriental. O nome da espécie deriva da palavra suaíli para cerveja, pombe. Foi desenvolvida como modelo experimental na década de 1950 por Urs Leupold, para o estudo da genética, e por Murdoch Mitchison para o estudo do ciclo celular.
O investigador da levedura de fissão Paul Nurse fundiu com sucesso as escolas independentes da genética da levedura de fissão e da investigação do ciclo celular. Juntamente com Lee Hartwell e Tim Hunt, Nurse ganhou o Prémio Nobel de Fisiologia ou Medicina pelo seu trabalho sobre a regulação do ciclo celular.
A sequência do genoma de  S. pombe foi publicada em 2002, por um consórcio liderado pelo Wellcome Trust Sanger Institute, tornando-se o sexto organismo modelo eucariota cujo genoma foi totalmente sequenciado.
Em 2006, foi publicada a localização de todas as proteínas em S. pombe, feita utilizando proteína verde fluorescente como marcador molecular.
- Este artigo foi inicialmente traduzido, total ou parcialmente, do artigo da Wikipédia em inglês cujo título é «Schizosaccharomyces pombe», especificamente desta versão.